# Jordi I d'Imerècia
Jordi I el sant era germà d'Alexandre I d'Imerècia i fill de Bagrat I Mtziré. En morir el seu germà, el va succeir com a rei d'Imerècia i duc Xoropan. Fou assassinat el 1396 i el va succeir el seu germà Constantí II d'Imerècia (I de Xoropan).